# Old Eucha, Oklahoma
Old Eucha, Oklahoma (енгл. Old Eucha) насељено је место без административног статуса у америчкој савезној држави Оклахома.

## Демографија
По попису из 2010. године број становника је 52, што је 6 (13,0%) становника више него 2000. године.
| Група             | 2000.      | 2010.    |
| Белци             | 10 (21,7%) | 5 (9,6%) |
| Афроамериканци    | 0 (0,0%)   | 0 (0,0%) |
| Азијати           | 0 (0,0%)   | 0 (0,0%) |
| Хиспаноамериканци | 2 (4,3%)   | 0 (0,0%) |
| Укупно            | 46         | 52       |